# National Dex
De National Dex is in de Pokémon-spellen de opvolger van de zogenaamde Pokédex. Het is een apparaat waarmee de speler automatisch de geziene Pokémon registreert en hun informatie daarbij opslaat. De speler kan dan zien welke Pokémon hij of zij reeds gevangen heeft en hoeveel deze nog mist. Het verschil met de Pokédex is dat de National Dex de naam en gegevens van Pokémon uit andere versies laat zien, vóór het verkrijgen van de National Dex stonden er alleen vraagtekens in de plaats van de naam enz. van "uitheemse" Pokémon.

## Verkrijgen van de National Dex
In de Pokémon Diamond en Pearl-versie en in de Pokémon HeartGold en SoulSilver-versie van het spel ontvangt de speler de National Dex na het verslaan van de Pokémon League en na het zien van alle 150 Pokémon die in de regio van dat spel voorkomen.